# 와히아와
와히아와(영어:Wahiawa, 하와이어: Wahiawā)는 미국 하와이주 호놀룰루 카운티에 위치한 인구 조사 지정 구역(CDP, census-designated place)이다. 오아후섬에 있다(21°30′9″N 158°1′23″W). 하와이어로 wahi a wā는 "와사람들 사이의 공터"이라는 뜻이다.
미국 우편번호(US postal codes)는 96786 및 96857이다. 2010년 기준 인구는 17,821명이다.

## 와히아와 한인사회
1909년경 대한인국민회 중앙총회 예하 하와이지방총회 예하 와히아와지방회가 설립되었다. 와히아와지방회는 한인사회로부터 모은 기금으로 대한인국민회와 대한민국 임시 정부의 독립운동을 지원하였다.
1930년부터 와히아와 지역 한인들이 독립운동을 공동으로 전개하기 위해 와히아와 공동회를 조직하자 1931년 3월 8일 임성우, 김기순, 송석순 등 8인이 이사부에 참여하였다.
윤봉길 의거 직후인 1932년 5월 22일 임성우는 오아후섬 와히아와에서 지역 한인 37명과 '와히아와 임시정부후원회'를 결성하였다. 와히아와 임시정부후원회는 『시사근문』이라는 소식지를 발행하였다.
1934년 4월 10일 와히아와 임시정부후원회를 하와이 애국단으로 개명하고 임성우가 초대 단장에 취임하였다.
1934년 10월 대조선독립단이 대한인국민회 와히아와지방회에 흡수되었다.